# Peter Radford
Pour les articles homonymes, voir Radford.
Peter Frank Radford, né le 20 septembre 1939 à Walsall, est un ancien athlète britannique.
Ses plus grands succès ont été ses médailles de bronze sur 100 m et d'argent en relais 4 × 100 m obtenues aux Championnats d'Europe de 1958 à Stockholm et ses deux médailles d'or en relais 4 × 110 yard lors des jeux du Commonwealth en 1958 à Cardiff et 1962 à Perth.
Aux Jeux olympiques de 1960 à Rome, il remportait le bronze sur 100 m derrière l'Allemand Armin Hary et l'Américain David Sime et une nouvelle médaille de bronze en relais 4 × 100 m avec ses compatriotes David Jones, David Segal et Nick Whitehead derrière les relais allemand et soviétique.

## Palmarès

### Jeux olympiques d'été
- Jeux olympiques d'été de 1960 à Rome ( Italie)
  -  Médaille de bronze sur 100 m
  -  Médaille de bronze en relais 4 × 100 m

### Championnats d'Europe d'athlétisme
- Championnats d'Europe d'athlétisme de 1958 à Stockholm ( Suède)
  -  Médaille de bronze sur 100 m
  -  Médaille d'argent en relais 4 × 100 m

### Jeux de l'Empire britannique et du Commonwealth
- Jeux de l'Empire britannique et du Commonwealth de 1958 à Cardiff ( Pays de Galles)
  - 4e sur 100 yd
  - éliminé en demi-finale sur 220 yd
  -  Médaille d'or en relais 4 × 100 yd
- Jeux de l'Empire britannique et du Commonwealth de 1962 à Perth ( Australie)
  - éliminé en demi-finale sur 100 yd
  - éliminé en demi-finale sur 220 yd
  -  Médaille d'or en relais 4 × 100 yd

## Sources
- (de) Cet article est partiellement ou en totalité issu de l’article de Wikipédia en allemand intitulé « Peter Radford » (voir la liste des auteurs).